# Enric Bertrán
Enric Bertrán Campañá (Barcelona, España; 11 de enero de 1960) es un exwaterpolista y dirigente deportivo español. Actualmente es el presidente de la Federación Catalana de Natación y el vicepresidente de la Real Federación Española de Natación.

## Biografía

### Trayectoria deportiva
Desarrolló su carrera como waterpolista en el Club Natació Montjuïc. Fue cinco veces campeón de Liga (1977, 1978, 1979, 1984 y 1985), además de subcampeón de la Copa de Europa (1979) y de la Recopa (1983). 
Con la selección nacional conquistó el Campeonato Europeo Júnior de 1980, el primer título internacional de la historia del waterpolo español. Posteriormente fue internacional con la selección absoluta.

### Como dirigente
Tras su retirada formó parte de la junta directiva del CN Montjuïc entre 1986 y 1990. De 1984 a 1988 fue miembro de la Asamblea de la Real Federación Española de Natación (RFEN) como representante del estamento de deportistas y fue vicepresidente de la División de Waterpolo de la federación entre 1986 y 2004.
En 1995 fue nombrado presidente del Comité de Apelación de la Federación Catalana de Natación. Posteriormente ocupó la vicepresidencia del ente federativo (1998-2007) y desde 2008 es su presidente. Desde este cargo ha encabezado la organización de importantes eventos internacionales como el Campeonato Mundial de Natación 2013 y el Campeonato Europeo de Waterpolo 2018, ambos en Barcelona. Es vicepresidente de la Unión de Federaciones Deportivas de Cataluña (UFEC) desde 2013.
Desde 2016 es el vicepresidente primero de la RFEN y forma parte de la Comisión Legal de la Liga Europea de Natación (LEN).